# Темпа
Те́мпа — гора у західній частині масиву Свидовець (Українські Карпати, у межах Тячівського району Закарпатської області). Висота — 1634 м. Гора Темпа складається з пісковиків, є прошарки вапняків. До висоти 1400 м — хвойні та букові ліси, криволісся, вище — полонини з чорничниками.
З північного сходу до гори прилягає невеликий хребет за назвою Бедевляска, з південного заходу — хребет Шанта. На схід від Темпи розташована гора Велика Куртяска (1621 м), на північний-захід — гори Шпанська (1458 м), Стоги (1336 м) і Під Стогами (1378 м). Через Темпу проходить популярний туристичний маршрут «Вершинами Свидовця» — від селища Ясіня до селища Усть-Чорна (або у зворотному напрямку).
Найближчі населені пункти: селище Усть-Чорна, село Красна.
На південно-східних схилах  вершини бере початок річка Шанта, права притока Малої Шопурки.

## Фотографії

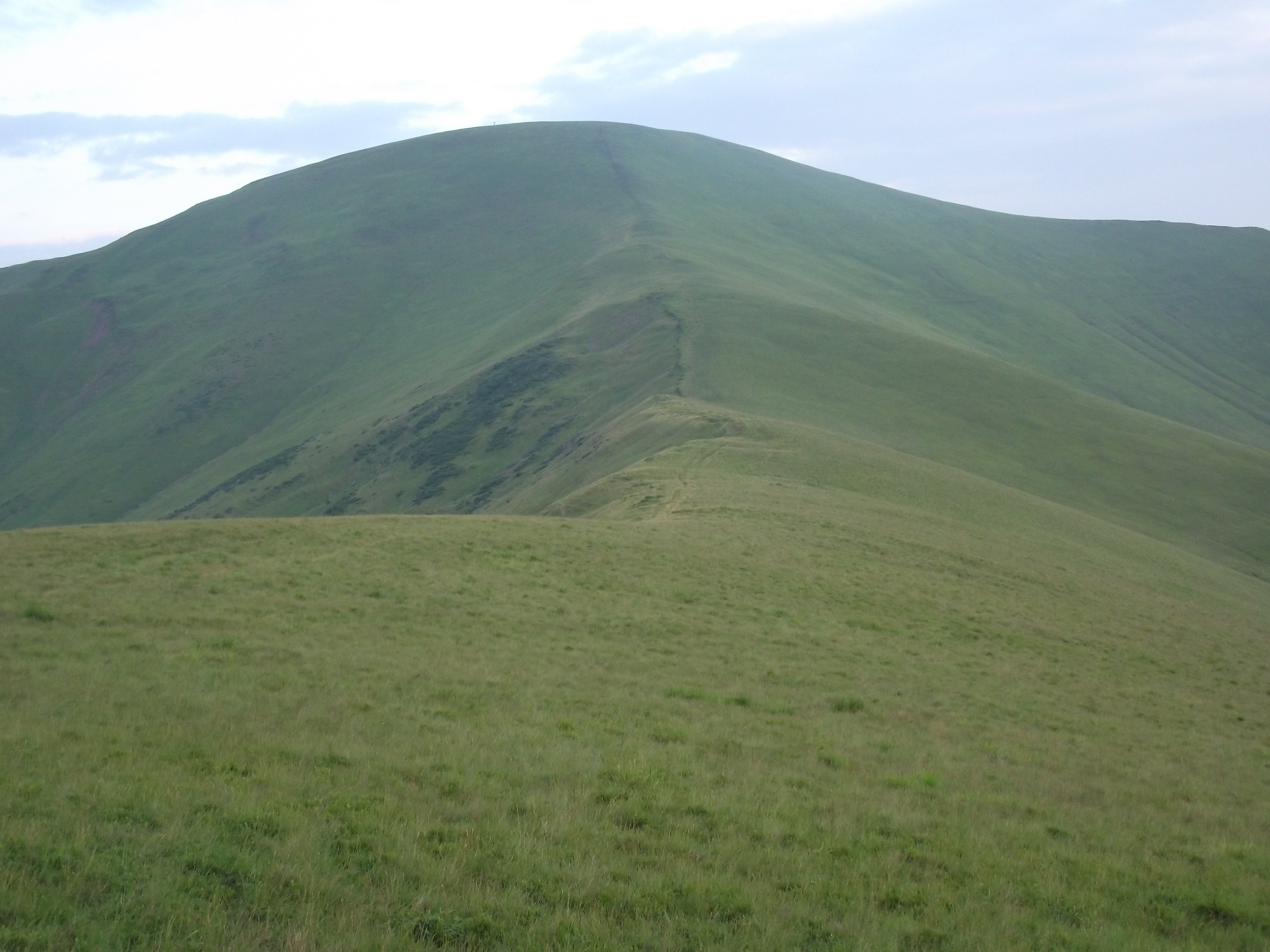
Вершина Темпи (вигляд із гори Шпанської)
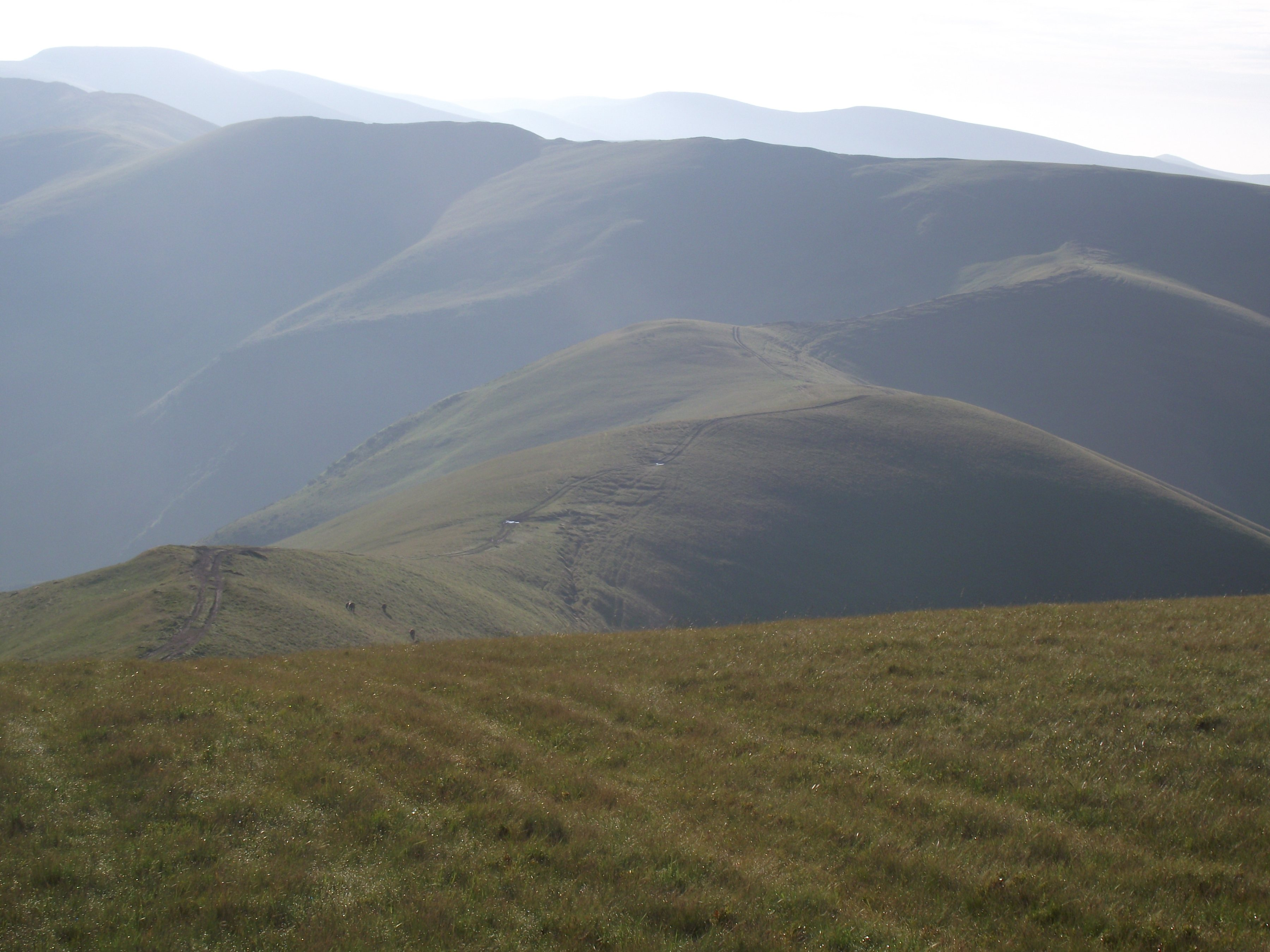
Вигляд із Темпи на головний хребет Свидовця
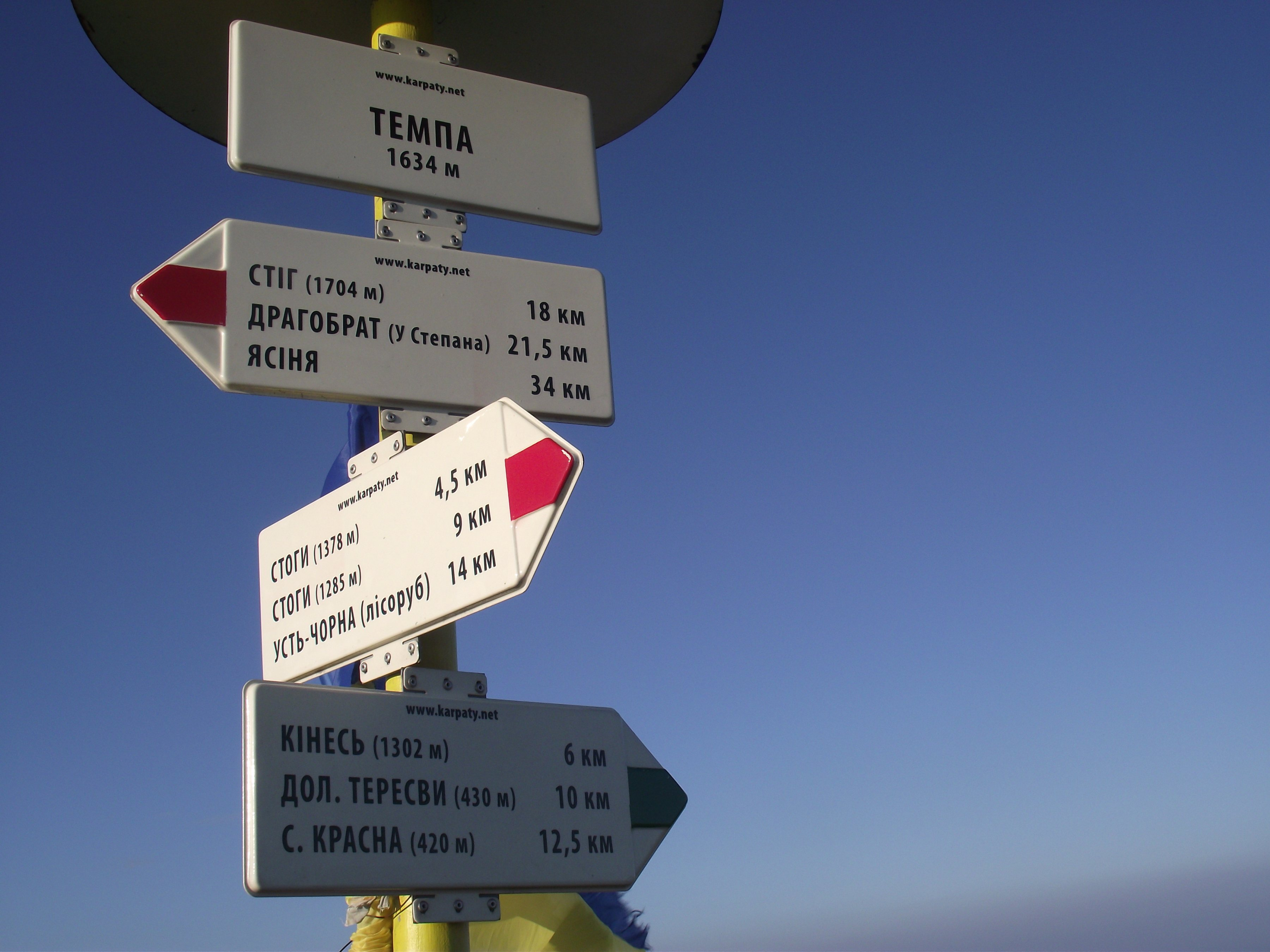
Інформаційні знаки на вершині
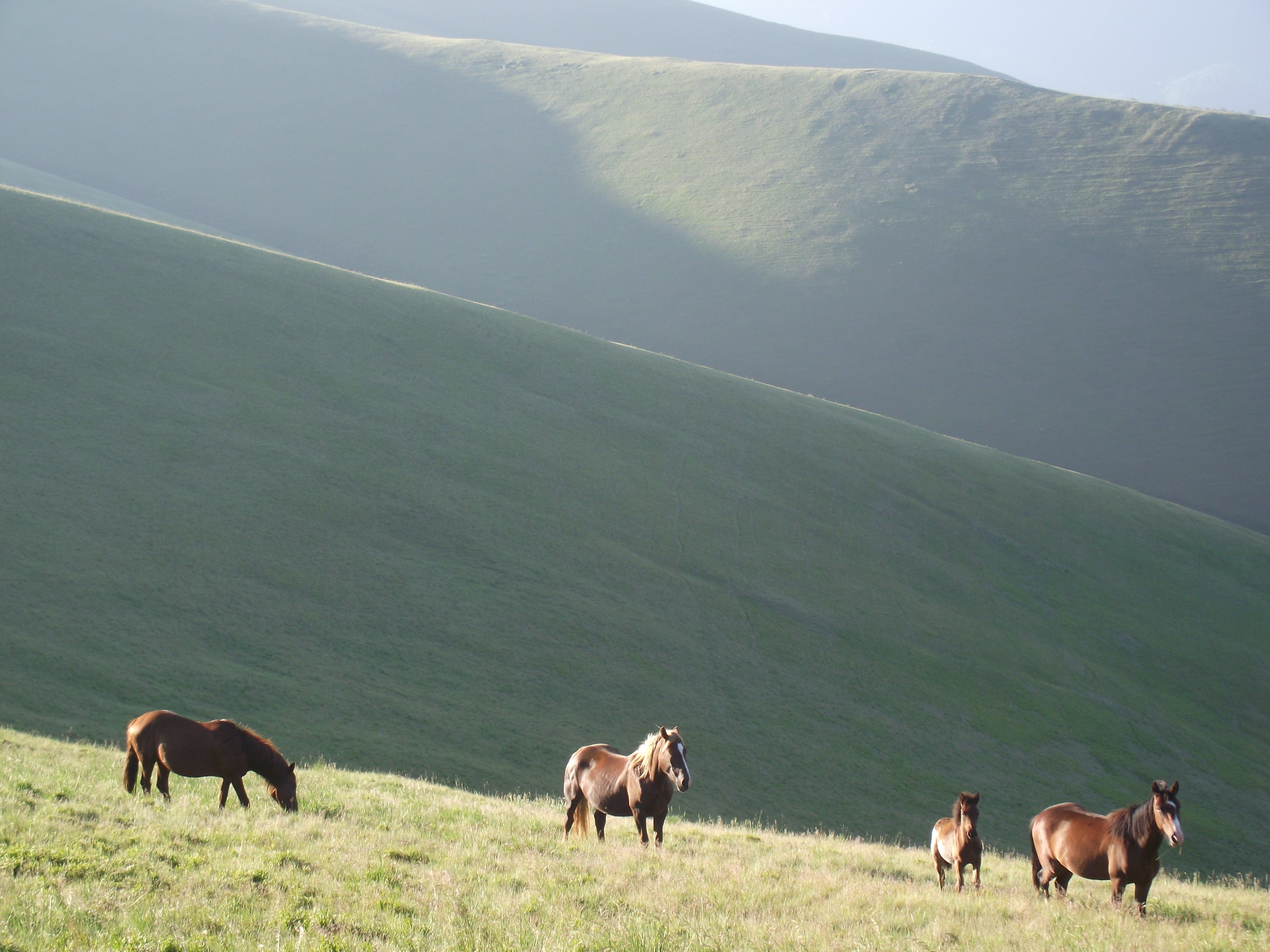
На південно-східному схилі гори